# Coronelismo

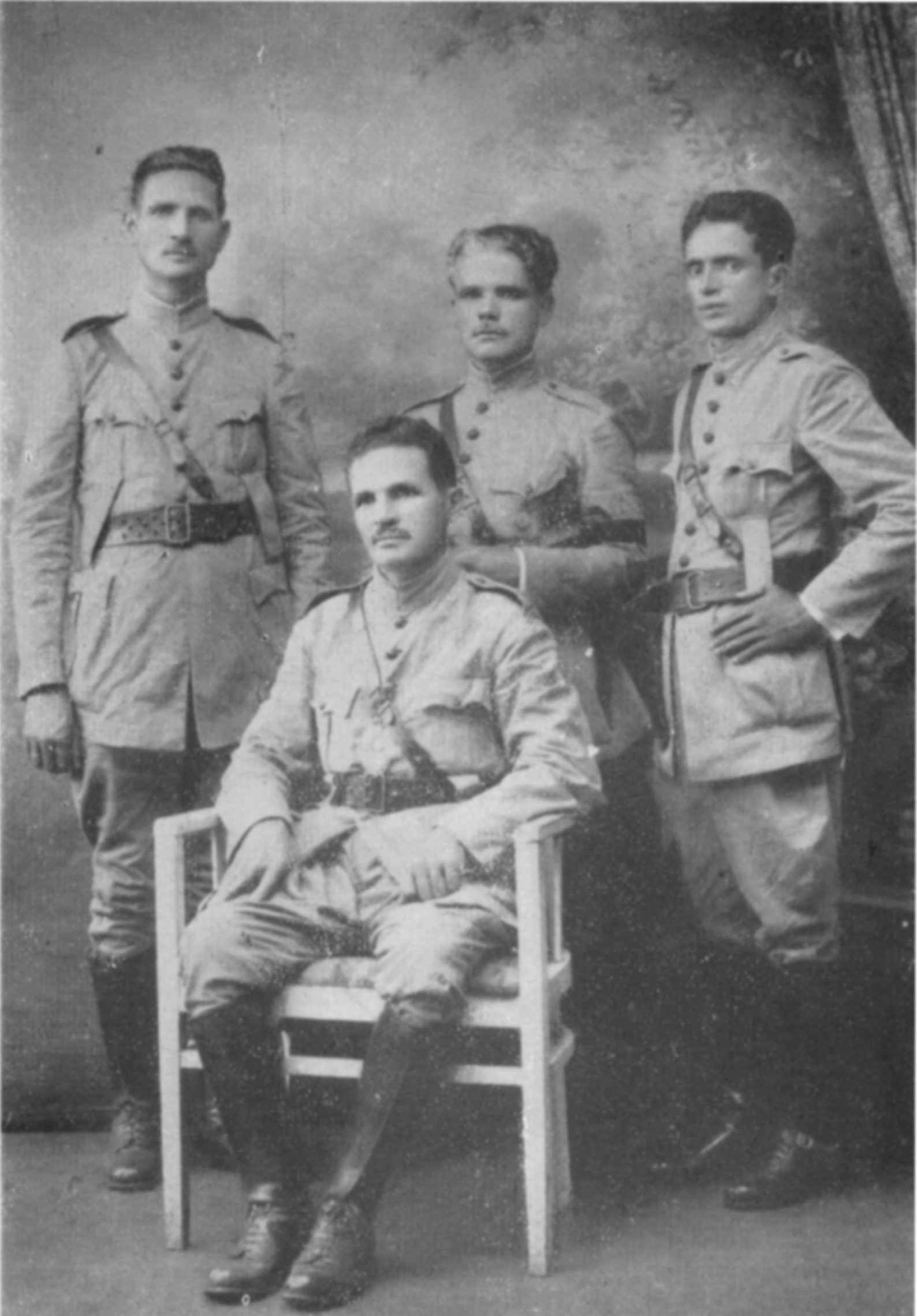
Oficiais do "batalhão patriótico" do coronel Horácio de Matos (sentado)

Coronelismo é um brasileirismo usado para definir a complexa estrutura de poder característica do Brasil durante a República Velha, na qual o poder era exercido pelos "coronéis" (fazendeiros ricos). 
Tem início no plano municipal e abrange todo o sistema político do país, e caracteriza-se pela hipertrofia privada – a figura do coronel – sobre o poder público — do Estado. Tem como caracteres secundários o mandonismo, o filhotismo (ou apadrinhamento), a fraude eleitoral e a desorganização dos serviços públicos. Era representado por lideranças que iam desde o "áspero guerreiro" Horácio de Matos a um letrado Veremundo Soares, possuindo como "linha-mestra" o controle da população.
Como forma de poder político consiste na figura de uma liderança local — o coronel —que define as escolhas dos eleitores em candidatos por ele indicados.
O voto branco e nulo são resquícios desse coronelismo, já que esses votos só facilitavam a entrada dos candidatos no poder. Funcionava da seguinte forma: em uma cidade com 100 mil habitantes e 10 candidatos, por exemplo, para ser eleito eram necessários 10 mil votos. Se 2 mil pessoas votassem branco ou nulo, só eram necessários 8 mil votos para se eleger. Desse modo, menos votos teriam de ser comprados e menos pessoas ameaçadas (Voto de cabresto).
Como período histórico no Brasil, compreende o intervalo desde a Proclamação da República (1889) até a prisão dos coronéis baianos pela Revolução de 1930, tendo seu fim simbólico no assassinato de Horácio de Matos, no ano seguinte. Foi definitivamente sepultado com a derrubada do caudilho gaúcho Flores da Cunha, com a implantação do Estado Novo em 1937. Entretanto, como integrantes da Guarda Nacional, os oficiais civis exerceram influência entre 1831 e 1918 (ou 1924).
Como forma de mandonismo, o coronelismo tem origem no período colonial - quando era inicialmente absoluto o poder do chefe local, evoluindo em seguida para formas mais elaboradas de controle, chegando nas modernas formas de clientelismo. Embora o cargo de "coronel" da Guarda Nacional tenha sido originado quando da criação da própria Guarda Nacional no Período Regencial quando era Ministro da Justiça o padre Diogo Antônio Feijó (1831), não era o mesmo que a patente militar do Exército Brasileiro e, como fenômeno social e político, teve lugar após o advento da república.

## Conceituação
O coronel conseguia o voto do eleitor de duas formas: a) por meio da violência: caso o eleitor o traísse, votando em outro candidato, podia perder o emprego ou sofrer violência física; b) pela troca de favores: o coronel oferecia a seus dependentes favores, como uma sacola de alimentos, remédios, segurança, vaga no hospital, dinheiro emprestado, emprego etc.
Diversos autores como Hernam Barcs procuram melhor definir o coronelismo, tendo em vista que, embora tenha sido extinto com a ascensão de Getúlio Vargas ao poder, ainda manteve suas características em várias partes do país e, também, por se confundir com outros conceitos relacionados ao mandonismo, clientelismo e, até, feudalismo, como se verifica em diversos autores brasileiros e estrangeiros.
Oliveira Viana e Nestor Duarte equiparam o fenômeno ao feudalismo.
Silva e Bastos resumem assim o conceito: "O coronelismo, fenômeno social e político típico da República Velha, embora suas raízes se encontrem no Império, foi decorrente da montagem de modernas instituições  —  autonomia estadual, voto universal  —  sobre estruturas arcaicas, baseadas na grande propriedade rural e nos interesses particularistas".

## As raízes

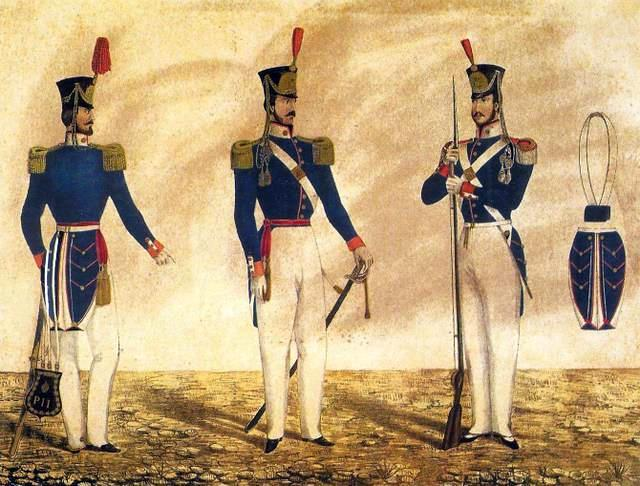
Batalhão de Fuzileiros da Guarda Nacional

As raízes do coronelismo provêm da tradição patriarcal brasileira e do arcaísmo da estrutura agropecuária no interior remoto do Brasil.
Quando foi criada a Guarda Nacional em 1831 pelo governo imperial, as milícias e ordenanças foram extintas e substituídas pela nova corporação. A Guarda Nacional passou a defender a integridade do império e a constituição.
Como os quadros da corporação eram nomeados pelo governo central ou pelos presidentes de província, iniciou-se um longo processo de tráfico de influências e corrupção política. Como o Brasil se baseava estruturalmente em oligarquias, esses líderes, ou seja, os grandes latifundiários e oligarcas, começaram a financiar campanhas políticas de seus afilhados, e ao mesmo tempo ganhar o poder de comandar a Guarda Nacional.
Devido a esta estrutura, a patente de coronel da Guarda Nacional, passou a ser equivalente a um título nobiliárquico, concedida de preferência aos grandes proprietários de terras. Desta forma conseguiram adquirir autoridade para impor a ordem sobre o povo e os escravos.

## A disseminação pelo Brasil e a falta de controle
Devido ao seu território continental, portanto à falta de mecanismos de vigilância direta dos coronéis pelo poder central, e pela população pobre e ignorante, o Brasil passou a ser refém dos coronéis. Estes "personificaram a invasão particular da autoridade pública". O sistema criado pelo coronelismo passou a favorecer os grandes proprietários que iniciaram a invasão, a tomada de terras pela força e a expulsão do pequeno produtor rural, que passou a se transformar numa figura servil em nome dos novos senhores. Portanto, surgiu a figura do coronel sem cargo, qualificado pelo prestígio e pela capacidade de mobilização eleitoral. E este termo coronel vem da Guarda Nacional, para denominar os cargos mais importantes que pertenciam aos chefes locais mais destacados que ocupavam nela os postos superiores, no caso, de coronéis, acompanhados de majores e capitães. Esta foi abolida oficialmente com a ascensão do governo de Getúlio Vargas, contudo persistiu a denominação de “coronel”, que deu origem ao vocábulo coronelismo que perpassou momentos distintos de todo século XX, sendo empregados a pessoas de posses como comerciantes, grandes proprietários rurais, chefes políticos locais entre outros que dispunham de influência sobre as massas e representava para estas autoridades incontestáveis.

## O compadrio
Começaram então a surgir as relações de compadrio, onde os elementos considerados inferiores e dependentes submetiam-se ao senhor da terra pela proteção e persuasão. Se por um acaso houvesse alguma resistência de alguma parcela dos apadrinhados, estes eram expulsos da fazenda, perseguidos e assassinados impunemente. Muitas vezes juntamente com toda a sua família para servir de exemplo aos outros afilhados.

## Primeira República

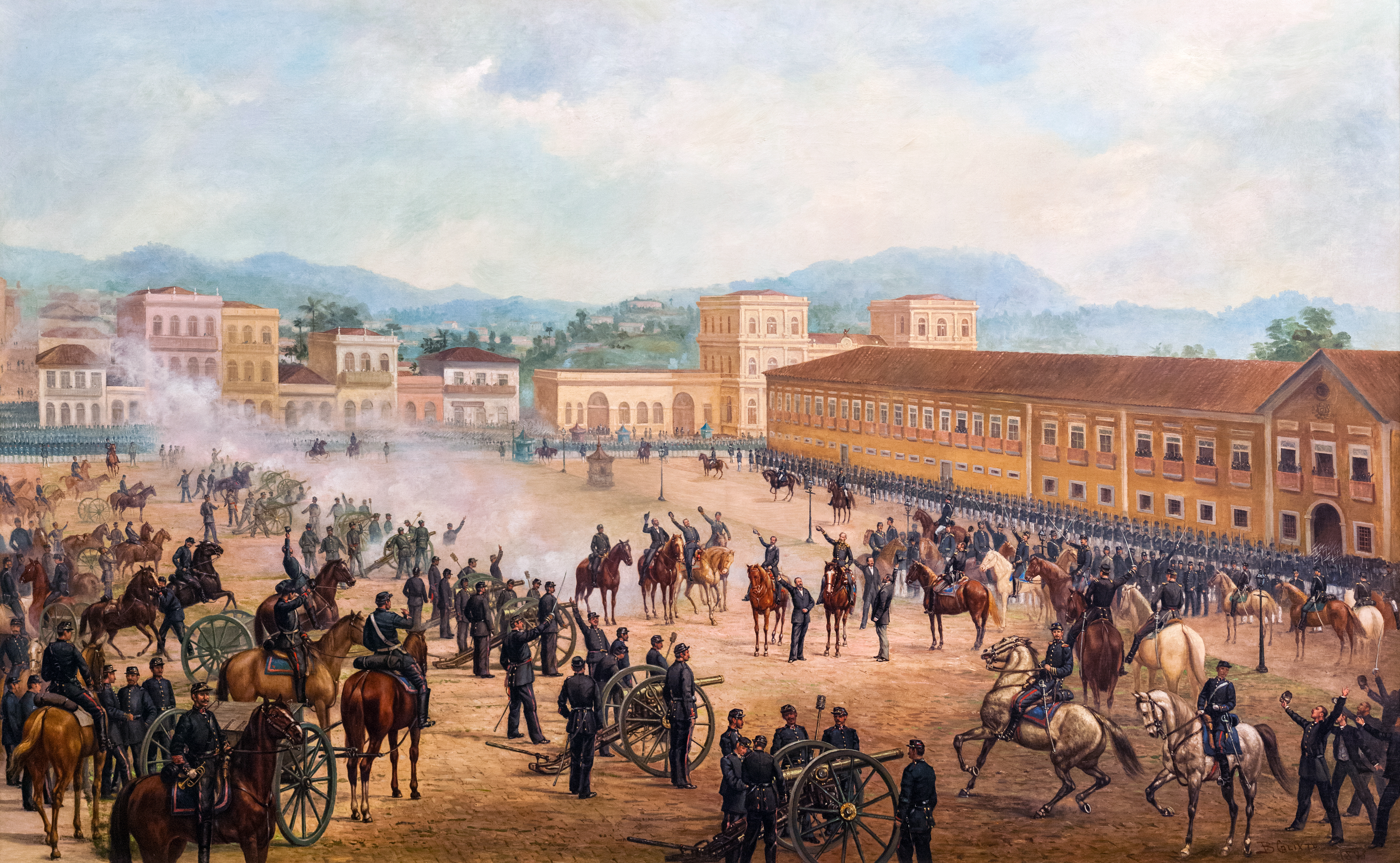
Proclamação da República, por Benedito Calixto, na Pinacoteca do Estado de São Paulo.

Com a Proclamação da República do Brasil até em 1930 quando foi o fim da República Velha, o coronelismo se manteve em equilíbrio.
Promulgada a primeira constituição republicana, adotou-se um sistema eleitoral, onde o voto era aberto. Cada chefe político tinha, portanto, pleno controle sobre seus eleitores e, a rigor, a democracia era uma mera ficção.
Após o Governo Campos Sales, houve uma coligação de poderes estaduais que favoreceu o pleno florescimento do coronelismo. O aumento da riqueza agrícola, e portanto do poder dos grandes latifundiários e oligarcas, propiciou sua chegada à esfera do poder central. Os chefes dos estados, passaram a ser os "coronéis dos coronéis", os currais eleitorais se multiplicaram no país, a compra e troca de votos dos eleitores por favores e apadrinhamentos passou a ser prática comum agora nas grandes cidades, além da área rural.

## A manutenção do poder e a neutralização da oposição

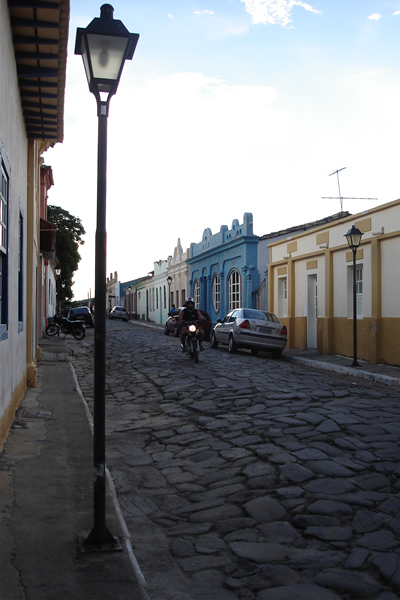
O interior de Goiás foi um dos palcos do coronelismo.

Qualquer coronel chefe de algum município que se opusesse a um coronel do estado, sofreria retaliações em forma de cortes de verbas para o município, que gerariam perda de votos e portanto, o líder caía em desgraça, isto é, opor-se ao governo do estado, implicava sérias privações para o chefe municipal e seus seguidores, principalmente no interior. Nos municípios mais ricos, com o aumento da cultura política da população, começou a haver uma certa oposição ao coronelismo. O problema porém, é que começaram a haver os coronéis de situação e os coronéis de oposição. Embora uma vitória eleitoral de um coronel de oposição, poderia ser considerada um fato raro, pois em caso de vitória deste, a máquina político-administrativa governamental trabalhava contra ele na política, no fisco, na justiça e na administração. O mecanismo era simples e eficiente, uma vez eleito, o opositor precisava de recursos, estes dificilmente viriam sem concessões.

## O coronelismo entre as décadas de 1930 a 1960
Entre a década de trinta e a década de sessenta, a população rural iniciou seu lento deslocamento para os centros urbanos. O acesso à educação e aos meios de comunicação fizeram a população aumentar seu nível cultural e portanto sua politização. O eleitor passou a ser mais crítico, e os poderosos então tiveram que mudar suas táticas de obtenção de votos. Começaram a surgir novos líderes, porém no interior o coronelismo continuava com sua força e os currais eleitorais ainda existiam. Ainda hoje, boa parcela da população interiorana é mantida ignorante e sem acesso à informação e à educação, principalmente nas grandes propriedades rurais mais distantes, no interior da Amazônia, onde aumentam as denúncias de escravidão.

## A influência dos meios de comunicação
Com o surgimento de novos líderes e com o crescimento do uso dos meios de comunicação, estes começaram a se dirigir à população de forma cada vez mais concentrada nas grandes cidades que iniciavam seu longo inchaço em direção à favelização diminuindo o poder político dos coronéis. Na área rural porém através da pobreza e da dependência da população, surgiu um novo método de adquirir votos, o chamado voto de cabresto. Este propiciou o crescimento de um método de poder que já existia, porém no Brasil ganhou força juntamente com o coronelismo, era o caudilhismo.

## O coronel-caudilho
A diferença básica entre o coronel e o caudilho  é que o primeiro impõe-se pela força e pelo medo, enquanto o segundo impõe-se pelo carisma e pela liderança no sentido de "salvador da pátria". Tanto um quanto outro se manifestaram no Brasil. Ambos eram fenômenos oriundos do meio rural, da ignorância e analfabetismo funcional do eleitor. Ambos eram sistemas onde a palavra de ordem eram ditadura e autoritarismo, muitas vezes através do terror.

## O início das liberdades democráticas
Já no final da década de 80, o caudilhismo há muito deixou de ser um método de obtenção e manutenção do poder no Brasil pelos coronéis. Porém o coronelismo perdura nos municípios e regiões mais afastadas no interior, promovendo ainda assassinatos e terrorismo entre a população menos favorecida. Apesar disso, os mecanismos de proteção institucional começaram a se formar com a queda da ditadura militar que havia sido imposta ao país pelo golpe militar de 1964. Em 1988, com a promulgação da Constituição brasileira de 1988, o brasileiro passou a ter reconhecida sua cidadania de forma mais plena. As denúncias de desmandos, corrupção, roubos e crimes de colarinho branco começaram a ser divulgadas pela mídia nacional e internacional. Os detentores do poder econômico, os grandes oligarcas ou coronéis tornaram-se figuras com uma nova roupagem — são os caciques.

## Caciquismo
O caciquismo também é oriundo da época do império, mas o método era utilizado por poucos líderes políticos até ser redescoberto no início da década de noventa.
Uma vez que o fenômeno é bastante semelhante ao coronelismo e ao caudilhismo, o caciquismo difere na agressividade.
O cacique político é o chefe político local de uma determinada comunidade, pode ser um deputado estadual, federal ou um senador. Seu domínio se espalha pelos currais eleitorais que estão a seu dispor. O traço principal do "coronel-cacique" é a chamada política clientelista, esta se dá através de concessão de favores e cargos públicos, chamados de "cargos de confiança", ou "cargos comissionados".
O caciquismo, também utiliza-se da chamada "política de mão-no-ombro". Normalmente, o cacique domina seu eleitorado da mesma forma que o caudilho, isto é pela emoção, mas detém o poder de controlar a quantidade de votos de determinada região da mesma forma que o coronelismo, só que desta vez o controle é por zona eleitoral, e não por área rural. Desta forma o cacique age cortando as verbas e trabalhos da máquina estatal para esta zona eleitoral, propiciando um enriquecimento, ou empobrecimento da região conforme sua necessidade de angariar poder. Da mesma forma que o coronel, o cacique age também sobre o processo eleitoral local, o que multiplica seu poder e o torna temido.

## Coronelismo eletrônico
As comunicações brasileiras são marcadas pelo sistema de "coronelismo eletrônico", categoria que remete ao coronelismo e transporta-o à realidade da transição econômica e tecnológica do fim do século XX, mas também da transição política brasileira da Ditadura Militar para a Nova República. Pela categoria de coronelismo eletrônico, há a intermediação de uma rede de relações entre instâncias locais e nacionais de forma clientelista, na qual o coronel angaria verbas públicas de publicidade governamental, aproveita da instalação de retransmissoras por Prefeituras Municipais, bem como da audiência e custos reduzidos com a afiliação a um grande grupo midiático nacional e oferece capilaridade de uma difusora ou rede regional e apoio político (midiático e governamental) à mesma.
Essa atuação é fruto de sua incapacidade em atender a lógica de mercado e competir com conteúdo qualificado e/ou distribuição eficaz. Essa precariedade econômica se dá no contexto de serviços ofertados por meio de novas tecnologias da informação e de comunicação e a reciprocidade de favores, na sociedade da informação. Ademais, o coronel não é necessariamente o radiodifusor, mas a figura que consegue atuar na chefia política, na coerção e arbitragem social; tampouco o coronelismo é idêntico ao mandonismo, clientelismo ou patrimonialismo. Trata-se ainda de uma estratégia de conservação de elite política, com domínio sobre espaços de debate público e controle do acesso à informação pelo eleitorado, como também promoção de imagens positivas de seus integrantes e aliados e ataque a adversários. Por consequência, isso compromete o exercício da cidadania e fragiliza a democracia.